# カバ園長の動物園日記
『カバ園長の動物園日記』（カバえんちょうのどうぶつえんにっき）は、1981年8月23日（日曜） 16:05 - 17:20 （日本標準時）にフジテレビで放送された日本のテレビアニメ。放送日時不定のスペシャルアニメシリーズ『日生ファミリースペシャル』の1作品として放送された。フジテレビと東映動画の共同製作。全1話。
上野動物園在職中はカバ担当の飼育員として知られ、退職後は東武動物公園の初代園長となり『カバ園長』の愛称で親しまれた西山登志雄を描いた作品である。西山の声はクレージーキャッツのハナ肇が演じた。

## 声の出演
- 西山登志雄（主人公） - ハナ肇
- 石沢猛（新人飼育係、元コック） - 大竹宏
- 長谷川一郎（新人飼育係、元獣医志望） - 塩屋翼
- 大久保 - 八奈見乗児
- 河原 - 佐藤正治
- 太田 - 寺田誠
- 上野動物園園長 - 永井一郎
- マサル（動物好きの少年） - 白石冬美
- マサルの母 - 増山江威子
- 女性飼育係 - つかせのりこ

なお番組冒頭とラストには、西山本人が実写で開園当初の東武動物公園から登場した。

## スタッフ
- 製作 - 今田智憲
- 脚本 - 内藤敏、中西隆三
- 演出 - 明比正行
- 演出助手 - 康村正一
- 原案／監修 - 西山登志雄
- キャラクターデザイン／作画監督 - 正延宏三
- 音楽 - 青木望
- 制作 - フジテレビ、東映動画

## 主題歌
オープニングテーマ「動物園はたのしいな」
歌 - こおろぎ'73、コロムビアゆりかご会 / 作・編曲 - 宇野誠一郎 / 作詞 - 山上路夫
エンディングテーマ「今日も元気に」
歌 - こおろぎ'73、コロムビアゆりかご会 / 作・編曲 - 宇野誠一郎 / 作詞 - 山上路夫